# Buchanania vitiensis
Buchanania vitiensis är en sumakväxtart som beskrevs av Adolf Engler. Buchanania vitiensis ingår i släktet Buchanania och familjen sumakväxter. Inga underarter finns listade i Catalogue of Life.